# 100 đồng (tiền Việt)

Hai mặt đồng tiền 100 đồng

100 đồng (tiền Việt Nam) là đồng tiền hiện vẫn còn lưu hành của Việt Nam. Đồng tiền này là một trong số những đồng tiền không in hình chủ tịch Hồ Chí Minh. Mặc dù vẫn còn được lưu hành, song vì mệnh giá đồng tiền quá thấp, nên đồng tiền này không còn được sử dụng rộng rãi. Đồng tiền này hiện được bán với tư cách là cổ vật trên các trang mạng xã hội với giá tiền gấp nhiều lần mệnh giá gốc.

## Thông tin
| Mệnh giá | Kích thước  | Màu chủ đạo | Miêu tả   | Miêu tả       | Miêu tả   | Phát hành |
| Mệnh giá | Kích thước  | Màu chủ đạo | Mặt trước | Mặt sau       | Loại giấy | Phát hành |
| -------- | ----------- | ----------- | --------- | ------------- | --------- | --------- |
| 100 ₫    | 120 × 59 mm | Đỏ nâu      | Quốc huy  | Chùa Phổ Minh | Cotton    | 1991      |